# Devoldnuten
Devoldnuten är en bergstopp i Antarktis. Den ligger i Östantarktis. Norge gör anspråk på området. Toppen på Devoldnuten är 3 280 meter över havet.
Terrängen runt Devoldnuten är varierad. Devoldnuten är den högsta punkten i trakten. Trakten är obefolkad. Det finns inga samhällen i närheten. 